# Alexander Vladimirovich Romanchuk
Alexander Vladimirovich Romanchuk (tiếng Nga: Александр Владимирович Романчук; sinh ngày 15 tháng 4 năm 1959) là thượng tướng Lực lượng Vũ trang Liên bang Nga, giữ chức Giám đốc Học viện Binh chủng hợp thành Lực lượng vũ trang Liên bang Nga.
A. V. Romanchuk sinh ra ở Luhansk, khi đó là một phần của Liên Xô vào ngày 15 tháng 4 năm 1959. Ông đã phục vụ ở nhiều vị trí khác nhau trong lực lượng vũ trang Nga, bao gồm cả chức vụ Tư lệnh Tập đoàn quân Binh chủng hợp thành số 29, Cố vấn trưởng quân sự cho Quân đội A Rập Syria, Phó Tư lệnh Quân khu Nam và gần đây nhất là Giám đốc Học viện Binh chủng hợp thành Lực lượng vũ trang Liên bang Nga. Ông đã tham gia vào việc sáp nhập Krym và Chiến tranh Donbas. Ông được thăng quân hàm thượng tướng vào năm 2023.
A. V. Romanchuk đã được ghi nhận công lao lớn cho lực lượng phòng thủ của Nga trong giai đoạn đầu của Cuộc phản công của Quân đội Ukraine năm 2023 trong chiến tranh Nga-Ukraina. Ông tuyên bố rằng cuộc phản công của Ukraine bắt đầu vào lúc 2 giờ sáng ngày 6 tháng 6, và cùng ngày, lực lượng Ukraine mất 350 quân nhân, 30 xe tăng và 10 xe chiến đấu bộ binh, bao gồm cả những chiếc Leopard 2 do phương Tây cung cấp. Romanchuk tuyên bố thành công ban đầu trong các nỗ lực phòng thủ chủ yếu nhờ vào ưu thế trên không, tình báo quân sự và các bãi mìn rộng lớn của Nga. Mặc dù nhận được nhiều lời khen ngợi và tự coi mình là chỉ huy tổng thể, phần lớn công trạng phòng thủ lại thuộc về chỉ huy cấp trên của ông ở Quân khu Nam, thượng tướng Sergey Kuzovlev, và cấp trên nữa, đại tướng Valery Gerasimov.